# Poligon de tragere

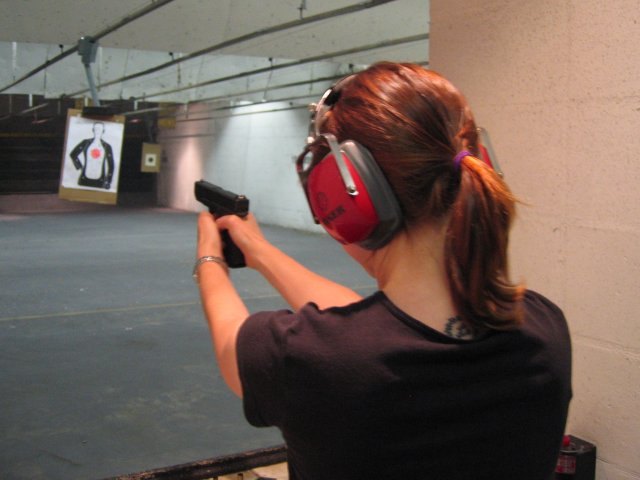
O femeie trage cu un pistol (Glock 23 [.40 S+W]) într-un poligon de tragere acoperit (statul Florida).

Poligon de tragere este un teren special amenajat în cuprinsul căruia se fac exerciții și se execută trageri cu arme de foc. Unele poligoane de tragere sunt operate de agenții militare sau de aplicare a legii, deși majoritatea poligoanelor sunt private și se adresează împușcăturilor de agrement. Fiecare facilitate este, de obicei, supravegheată de unul sau mai mulți membri ai personalului de supraveghere, denumiți în mod diferit un maestru în domeniu sau "Range Security Officer" (RSO) în Statele Unite sau un ofițer de conducere în domeniu (RCO) din Marea Britanie. Personalul de supraveghere are responsabilitatea de a se asigura că toate regulile de siguranță a armelor și reglementările guvernamentale relevante sunt respectate în orice moment. Poligoanele de tragere pot fi în interior sau în exterior și pot fi restricționate la anumite tipuri de arme de foc care pot fi folosite, cum ar fi pistoale sau puști, sau pot fi specializați în anumite sporturi de tragere, cum ar fi tragerea la perete sau cu pistolul pneumatic de la 10 m.
O galerie de tragere este un centru de tragere de agrement cu puști foarte mici și arcuri, aflate adesea în parcuri de distracții, carnavaluri sau târguri, care oferă jocuri și distracții pentru mulțimea vizitatoare.
Poligoane militare mai importante din România sunt la Cincu și Babadag.

## Cursuri și licențe specializate
Acestea vor varia de la o țară la alta și chiar într-o țară. În unele țări, nu este necesară licențierea sau instruirea avansată dincolo de familiarizarea cu armele (pentru armele de închiriere) și familiarizarea cu regulile. În alte țări, participanții trebuie să facă parte dintr-un club organizat și trebuie să dețină licențe pentru proprietatea asupra armelor de foc individuale.